# 杨森林
杨森林（1956年9月—），中华人民共和国山西省翼城县人。中华人民共和国政治人物。1979年12月加入中国共产党，中共中央党校函授本科学历。

## 生平
1975年起，在中共山西省委办公厅先后任机要处干部、秘书一处干部；1986年任山西省委政策研究室综合处干部、主任科员；1988年起先后任山西省委办公厅综合处主任科员、综合处副处长、综合处处长、办公厅副主任；2002年任山西省委副秘书长；2003年任晋城市委副书记，2006年任山西省纪委副书记；2008年担任山西省纪委副书记、山西省监察厅厅长；2011年担任省纪委常务副书记、省监察厅厅长；2012年担任山西省纪委常务副书记。
2014年7月23日，中纪委宣布山西省纪委常务副书记杨森林涉嫌严重违纪违法，目前正接受组织调查。杨森林曾是原山西省纪委书记金道铭的副手。同年12月15日被双开。